# Religioni in Sudan
La religione più diffusa in Sudan è l'islam. Dopo la secessione del Sudan del Sud (a maggioranza cristiana) avvenuta nel 2011, la percentuale dei musulmani nel Paese è aumentata superando il 90%. Secondo stime ufficiali, i musulmani sono il 95,3% della popolazione e sono in maggioranza sunniti; il 3,2% della popolazione segue il cristianesimo e il restante 1,5% della popolazione segue le religioni africane tradizionali. Una stima del 2015 dell'Association of Religion Data Archives (ARDA) dà i musulmani al 90,5% circa della popolazione; il 5% della popolazione segue il cristianesimo, il 2,8% circa della popolazione segue le religioni africane e l'1,7% circa della popolazione non segue alcuna religione. Secondo una stima del 2020 del Pew Research Center, il 90,7% della popolazione segue l'islam, il 5,4% della popolazione segue il cristianesimo, il 2,8% della popolazione segue le religioni africane e il restante 1,1% della popolazione segue altre religioni o non segue alcuna religione.

## Religioni presenti

### Islam
I musulmani sudanesi sono in maggioranza sunnita: la maggior parte di essi segue la corrente malikita, ma una parte segue lo sciafeismo e l'anafismo. È presente anche una minoranza di sciiti (concentrata nella zona attorno alla capitale Karthoum e di sufi.

### Religioni africane
Le credenze religiose indigene presenti in Sudan differiscono a seconda dei gruppi etnici, ma presentano alcune caratteristiche comuni basate sull'animismo. In genere la maggior parte dei gruppi indigeni crede in una divinità superiore, in divinità intermedie e negli spiriti, che possono intervenire nella vita delle persone.

### Altre religioni
In Sudan sono presenti un piccolo gruppo di bahai e un piccolissimo gruppo di ebrei.